# Doi din alte lumi
Doi din alte lumi (titlul original: în cehă Dva z onoho sveta) este un film de comedie cehoslovac, realizat în 1962 de regizorul Miloš Makovec, protagoniști fiind actorii Oldřich Nový, Dana Medřická, Helga Čočková și Jan Tříska.

## Rezumat
Gemenii adulți Petr și Pavel, atât de asemănători încât sunt de nerecunoscut, și-au dedicat toată viața muzicii. Seriosul Pavel, profesor de muzică la Praga, recunoaște doar muzica clasică. Nu înțelege interesul elevilor săi, inclusiv al fiicei sale Alena, pentru jazz și muzica pop modernă. Petru a plecat în America cu ani în urmă, unde era angajat într-un gen muzical mai ușor. În disputele cu tatăl ei, Alena invocă exemplul unchiului Peter, motiv pentru care Pavel întrerupe comunicarea scrisă cu fratele său într-un mod destul de ciudat. El își informează familia că Peter a murit și îi trimite un mesaj fratelui său că Pavel și întreaga sa familie au murit în mod tragic. După ceva timp, Petr va veni la Praga cu fiul său. El descoperă accidental înșelăciunea lui Pavel, iar când bărbații se întâlnesc, se ceartă. După împăcare, ei sărbătoresc reunirea atât de bine încât Pavel nu poate merge la școală. Este înlocuit de Petr, care îi cucerește pe elevi cu cântecul său „Fără suflet”. 
Petr vrea să se întoarcă definitiv în vechea lui patrie, dar mai întâi trebuie să cunoască viața ei actuală. El îl convinge pe Pavel să schimbe rolurile. Apoi merg la locuri de muncă cu jumătate de normă, la întâlniri, predau la școală și încearcă să înțeleagă cum trăiesc oamenii. Cu toate acestea, încă nu știe dacă ar trebui să rămână în Cehoslovacia. Pavel îl mustră pentru prudență, iar studenții se comportă la fel când Petr le povestește despre confuzia cu fratele său. Studenții își înțeleg brusc profesorul, pe care l-au numit „constructorul lui Chopin”. Îi exprimă simpatia și se pare că va fi un loc pentru Petr în republică.

## Distribuție
- Oldřich Nový – profesor de muzică Pavel Fořt / Ceho-americanul Petr Fonda, geamănul lui Pavel
- Dana Medřická – Pavlína, soția lui Fořtov
- Helga Čočková – Alena, fiica lui Fořtov
- Jan Tříska – Robert Ford, fiul lui Peter
- Rudolf Deyl jr. – directorul
- Miloš Kopecký – psihiatrul
- Josef Beyvl – președintele comitetului civic
- Jarmila Smejkalová – profesorul de limba cehă
- Anne Herendeen – bătrâna
- Eleonora Leff – americana
- Magda Maděrová – magistra
- Jiří Schulz – recepționerul
- Hermína Šebestová – ceho-americana
- Eman Fiala – barmanul
- Eliška Hřebíčková – studenta Jarmila Křečková
- Jan Kotva – studentul Osner
- Ivo Pešák – studentul Kvapil
- Pavel Sladovník – student Rabiška
- Jiří Janoušek – studentul Kubát
- Zdeněk Najman – harmonistul
- Ota Motyčka – chelnerul
- Georgis Skalenakis – client la farmacie
- Antonín Soukup – Malý
- Václav Wasserman – profesorul bărbos
- Rudolf Princ – vecinul de pe verandă
- Stella Zázvorková – vatmanița
- Vítězslav Černý – șoferul de camion
- Miloslav Hrubý – Mirko Musil taximetrist
- Milan Kindl – Mluví Milan Neděla cihlář Bohouš

## Lansare
Filmul Doi din alte lumi a avut premiera în Praga pe data de 28 decembrie 1962.
În România premiera filmului a avut loc la data de 17 octombrie 1944 la cinematografele „Lumina”, „Constantin David”, „Floreasca”, „Grădina 13 Septembrie”, din capitală. 